# 爱德华·菲茨杰拉德 (冰球运动员)
爱德华·菲茨杰拉德（英語：Edward Fitzgerald，1891年8月3日—1966年4月18日），美国男子冰球运动员，场上位置是后卫。他曾代表美国国家队参加1920年夏季奥林匹克运动会冰球比赛，获得一枚银牌。